# Rocas de Constitución
Las rocas de Constitución, es un conjunto de formaciones rocosas chilenas ubicadas en la comuna de Constitución, en el borde costero de la provincia de Talca. Cubren una superficie de 108,4 hectáreas.
Fueron declaradas monumento nacional en la categoría de Santuario de la Naturaleza por Decreto Exento N.º 1029 del 25 de mayo de 2007.

## Rocas
| Nombre                   | Coordenadas | Imagen |
| ------------------------ | ----------- | ------ |
| Piedra de la Iglesia     | -           |        |
| Arco de los Enamorados   | -           |        |
| El Obelisco              | -           |        |
| La Pirámide              | -           |        |
| Piedra del Elefante      | -           |        |
| Los Calabocillos         | -           |        |
| Asiento del Inca         | -           |        |
| Piedra de las Termópilas | -           |        |
| Piedra de las Ventanas   | -           |        |